# 193-й истребительный авиационный полк
193-й истребительный авиационный полк — воинское подразделение Вооружённых Сил СССР в Великой Отечественной войне.

## Наименования полка
За весь период своего существования полк несколько раз менял своё наименование:
- 193-й истребительный авиационный полк
- 177-й гвардейский истребительный авиационный полк
- 177-й гвардейский Дебреценский истребительный авиационный полк
- 177-й гвардейский Дебреценский ордена Суворова истребительный авиационный полк
- Полевая почта 36660
- 125-й гвардейский Дебреценский ордена Суворова зенитно-ракетный полк

## История
Полк формировался весной 1941 года в Ленинградском военном округе (м. Осиновая Роща Ленинградской области) в составе 54-й истребительной авиадивизии ВВС ЛВО, к 22 июня 1941 года формирование не было закончено. Был вооружён истребителями И-16 и МиГ-3. Группа летного состава во главе с командиром полка Галицыным Г. М. выделена на комплектование сводного 7-го иап, в состав которого вошли лётчики 7-го, 157-го, 191-го, 192-го и 193-го иап.
В составе действующей армии во время Великой Отечественной войны с 22 июня 1941 по 5 сентября 1941, с 25 октября 1941 по 27 августа 1942 и с 10 марта 1943 по 2 июля 1944 года.
С 7 июля 1941 года полк был включён в состав 7-го авиакорпуса ПВО, базируется на аэродроме Антропшино, осуществляет противовоздушную оборону Ленинграда, перехватывал самолёты противника, штурмовал наземные войска и укрепления. 5 сентября 1941 года отведён в резерв в 14-й запасной полк в Рыбинск, где получил ЛаГГ-3
| И-16 | Ла-7 | Ла-5 | ЛаГГ-3 |

С 25 октября 1941 года в составе 19 ЛаГГ-3 действует на Калининском фронте, базируется на аэродроме Андреаполь. Так в частности, в ноябре 1941 года выполняет боевые задания в Новокарельском районе, штурмует дороги южнее Калинина, в марте 1942 года прикрывает наземные войска в районе Макарово — Чертолино, 31 марта 1942 года прикрывает Старицу. До августа 1942 года действует в районе Калинина, Таврово.
27 августа 1942 года выведен на переформирование, получил самолёты Ла-5. Прибыл на Воронежский фронт, ведёт боевые действия в районе города Валуйки, прикрывая его от налётов. Ближе к лету 1943 года перелетел в район Курска, совершает боевые вылеты на прикрытие бомбардировщиков в район Харькова, Чугуева, ведёт воздушные бои над Купянском, Уразово
10 августа 1943 действует в районе населённого пункта Липцы
В сентябре — декабре 1943 года действует в районе Харькова, Кривого Рога Так, отмечены вылеты лётчиков в районы Донченково, Мишурин Рог, Саевка, Ново-Фёдоровка, Таращанка, Терноватка, Грузька, Ясиноватка, Глинск, Новая Прага, Панчево, Гроздево, Ново-Михайловка, Большая Виска. С 7 сентября 1943 года 12 самолётов полка в составе сводной группы действовали с аэродрома подскока непосредственно у Харькова. В течение сентября 1943 года самолёты полка постоянно действовали над Днепром в районе Мишурин Рог — Бородаевка. 9 сентября 1943 года сопровождает бомбардировщиков в район Ковяги, Валки.
В конце октября 1943 года перелетел под Кривой Рог. В декабре 1943 в частности действует в районе Знаменки. В 1944 году принимает участие в Корсунь-Шевченковской и Уманско-Ботошанской операциях.
2 июля 1944 года за образцовое выполнение боевых задач и проявленные при этом мужество и героизм приказом НКО СССР № 0178 преобразован в 177-й гвардейский истребительный авиационный полк.

## Подчинение
| Дата            | Фронт (округ)            | Армия               | Корпус                                    | Дивизия                                  | Примечания          |
| --------------- | ------------------------ | ------------------- | ----------------------------------------- | ---------------------------------------- | ------------------- |
| 22.06.1941 года | Северный фронт           | -                   | -                                         | 54-я истребительная авиационная дивизия  | -                   |
| 01.07.1941 года | Северный фронт           | -                   | -                                         | 54-я истребительная авиационная дивизия  | -                   |
| 10.07.1941 года | Северный фронт           | -                   | 7-й истребительный авиационный корпус ПВО | -                                        | -                   |
| 01.08.1941 года | Северный фронт           | -                   | 7-й истребительный авиационный корпус ПВО | -                                        | -                   |
| 01.09.1941 года | Ленинградский фронт      | -                   | 7-й истребительный авиационный корпус ПВО | -                                        | -                   |
| 01.10.1941 года | -                        | -                   | -                                         | -                                        | на переформировании |
| 01.11.1941 года | Калининский фронт        | -                   | -                                         | -                                        | -                   |
| 01.12.1941 года | Калининский фронт        | -                   | -                                         | -                                        | -                   |
| 01.01.1942 года | Калининский фронт        | -                   | -                                         | -                                        | -                   |
| 01.02.1942 года | Калининский фронт        | -                   | -                                         | 140-я смешанная авиационная дивизия      | -                   |
| 01.03.1942 года | Калининский фронт        | -                   | -                                         | -                                        | -                   |
| 01.04.1942 года | Калининский фронт        | 31-я армия          | -                                         | -                                        | -                   |
| 01.05.1942 года | Калининский фронт        | 31-я армия          | -                                         | -                                        | -                   |
| 01.06.1942 года | Калининский фронт        | 3-я воздушная армия | -                                         | 212-я штурмовая авиационная дивизия      | -                   |
| 01.07.1942 года | Калининский фронт        | 3-я воздушная армия | -                                         | 209-я истребительная авиационная дивизия | -                   |
| 01.08.1942 года | Калининский фронт        | 3-я воздушная армия | -                                         | 209-я истребительная авиационная дивизия | -                   |
| 01.09.1942 года | Московский военный округ | -                   | -                                         | -                                        | -                   |
| 01.10.1942 года | Московский военный округ | -                   | -                                         | -                                        | -                   |
| 01.11.1942 года | Московский военный округ | -                   | -                                         | -                                        | -                   |
| 01.12.1942 года | Московский военный округ | -                   | -                                         | -                                        | -                   |
| 01.01.1943 года | Московский военный округ | -                   | -                                         | -                                        | -                   |
| 01.02.1943 года | Резерв Ставки ВГК        | -                   | 4-й истребительный авиационный корпус     | 302-я истребительная авиационная дивизия | -                   |
| 01.03.1943 года | Резерв Ставки ВГК        | -                   | 4-й истребительный авиационный корпус     | 302-я истребительная авиационная дивизия | -                   |
| 01.04.1943 года | Воронежский фронт        | 2-я воздушная армия | 4-й истребительный авиационный корпус     | 302-я истребительная авиационная дивизия | -                   |
| 01.05.1943 года | Воронежский фронт        | 2-я воздушная армия | 4-й истребительный авиационный корпус     | 302-я истребительная авиационная дивизия | -                   |
| 01.06.1943 года | Воронежский фронт        | 2-я воздушная армия | 4-й истребительный авиационный корпус     | 302-я истребительная авиационная дивизия | -                   |
| 01.07.1943 года | Воронежский фронт        | 2-я воздушная армия | 4-й истребительный авиационный корпус     | 302-я истребительная авиационная дивизия | -                   |
| 01.08.1943 года | Степной фронт            | 5-я воздушная армия | 4-й истребительный авиационный корпус     | 302-я истребительная авиационная дивизия | -                   |
| 01.09.1943 года | Степной фронт            | 5-я воздушная армия | 4-й истребительный авиационный корпус     | 302-я истребительная авиационная дивизия | -                   |
| 01.10.1943 года | Степной фронт            | 5-я воздушная армия | 4-й истребительный авиационный корпус     | 302-я истребительная авиационная дивизия | -                   |
| 01.11.1943 года | 2-й Украинский фронт     | 5-я воздушная армия | 4-й истребительный авиационный корпус     | 302-я истребительная авиационная дивизия | -                   |
| 01.12.1943 года | 2-й Украинский фронт     | 5-я воздушная армия | 4-й истребительный авиационный корпус     | 302-я истребительная авиационная дивизия | -                   |
| 01.01.1944 года | 2-й Украинский фронт     | 5-я воздушная армия | 4-й истребительный авиационный корпус     | 302-я истребительная авиационная дивизия | -                   |
| 01.02.1944 года | 2-й Украинский фронт     | 5-я воздушная армия | 4-й истребительный авиационный корпус     | 302-я истребительная авиационная дивизия | -                   |
| 01.03.1944 года | 2-й Украинский фронт     | 5-я воздушная армия | 4-й истребительный авиационный корпус     | 302-я истребительная авиационная дивизия | -                   |
| 01.04.1944 года | 2-й Украинский фронт     | 5-я воздушная армия | 4-й истребительный авиационный корпус     | 302-я истребительная авиационная дивизия | -                   |
| 01.05.1944 года | 2-й Украинский фронт     | 5-я воздушная армия | 4-й истребительный авиационный корпус     | 302-я истребительная авиационная дивизия | -                   |
| 01.06.1944 года | 2-й Украинский фронт     | 5-я воздушная армия | 4-й истребительный авиационный корпус     | 302-я истребительная авиационная дивизия | -                   |
| 01.07.1944 года | 2-й Украинский фронт     | 5-я воздушная армия | 4-й истребительный авиационный корпус     | 302-я истребительная авиационная дивизия | -                   |

## Командиры полка
- майор Галицын Георгий Михайлович[1], 05.1941 — 24.06.1941
- майор Сухорученко Иван Фёдорович[1], 24.06.1941 — 05.1942
- батальонный комиссар Ефимов Иван Фёдорович[1], 05.1942 — 02.1943
- майор Муразанов Иван Петрович[1], 02.1943 — 07.1943
- майор Черненко Николай Никифорович[1], 07.1943 — 09.09.1943
- подполковник Пятаков, Григорий Михайлович[1], 09.1943 — 31.01.1945
- майор, подполковник Угроватов Пётр Васильевич[1], 01.02.1945 — 11.1947

## Участие в операциях и битвах
- Ржевско-Сычёвская операция — с 30 июля 1942 года по 23 августа 1942 года.
- Погорело-Городищенская операция — с 30 июля 1942 года по 23 августа 1942 года.

## Отличившиеся воины полка
| Награда | Ф. И.О.                       | Должность                                                | Звание            | Данные о вылетах | Дата награждения | Примечания                                                          |
| ------- | ----------------------------- | -------------------------------------------------------- | ----------------- | --- | ---------------- | ------------------------------------------------------------------- |
|         | Артамонов, Николай Семёнович  | помощник командира полка по воздушно — стрелковой службе | старший лейтенант | к моменту представления 165 боевых вылетов, провёл 42 воздушных боя, сбил 18 самолётов противника лично и 8 в составе группы. | 19.08.1944       | погиб 26.03.1945                                                    |
|         | Белоусов, Николай Петрович    | заместитель командира эскадрильи                         | старший лейтенант | всего 265 боевых вылетов, лично сбил 23 вражеских самолёта.                                                                   | 01.07.1944       | -                                                                   |
| -       | Кубышкин, Михаил Васильевич   | лётчик                                                   | лейтенант         | - | -                | 10.07.1943 спасая командира, таранил истребитель противника и погиб |
|         | Милованов, Алексей Михайлович | командир эскадрильи                                      | старший лейтенант | к моменту представления 211 боевых вылетов, в 30 воздушных боях лично сбил 17 и в составе группы 5 самолётов противника.      | 01.07.1944       | посмертно, погиб 06.03.1944                                         |
|         | Ольховский, Николай Иванович  | командир эскадрильи                                      | майор             | к моменту представления 84 боевых вылета, в 17 воздушных боях лично сбил 12 самолётов противника                              | 04.02.1944       | -                                                                   |
|         | Скляров, Иван Григорьевич     | командир эскадрильи                                      | старший лейтенант | к моменту представления 135 боевых вылетов, в 28 воздушных боях сбил 18 самолётов противника.                                 | 01.07.1944       | в один день, 14.12.1943 сбил 6 самолётов противника                 |